# Glykoalkaloider

Kemiska strukturen hos α-solanin med sockerdelen (solatrios) och alkaloiddelen (aolanidin del) utmärkta

Glykoalkaloider är en familj av kemiska föreningar bestående av alkaloider till vilka sockergrupper är fästa. Flera är potentiellt giftiga, särskilt de gifter som vanligen förekommer i flera växter i släktet skattor (Solanum), till exempel besksöta (Solanum dulcamara) och potatis. Ett typiskt exempel på en glykoalkaloid är solanin (som består av sockret solanos och alkaloiden solanidin), som finns i potatis. 
Den alkaloidala delen av glykalkaloid kallas ibland för en aglykon. Medan den intakta glykoalkaloid absorberas dåligt i mag-tarmkanalen och kan orsaka gastrointestinal irritation, kan aglykonen absorberas och antas då vara ansvarig för observerade tecken på nervsystemet.
Glykoalkaloider är vanligtvis bittra och orsakar en brännande irritation i munnen och på tungan. Aymara-folket i Bolivia använder smak för att upptäcka nivåerna av glykoalkaloider i potatis för att bestämma vilka odlade sorter som är lämpliga att äta.